# Seattle Seahawks
Seattle Seahawks su profesionalni klub američkog nogometa iz Seattlea u Washingtonu.
Seahawksi se natječu u zapadnoj diviziji NFC konferencije. Utemeljeni su 1976. godine, a najveći uspjeh im je osvojen Super Bowl u sezoni 2013.
Svoje domaće utakmice igraju na stadionu CenturyLink Field, a na njemu je postavljen rekord u glasnoći navijanja kada su navijači Seahawksa postigli 137.6 decibela za vrijeme utakmice protiv San Francisco 49ersa krajem sezone 2013.

## Povijest kluba

### Od 1976. do 1990.
Seattle Seahawksi su bili jedna od dvije momčadi koje su se ligi priključile 1976. godine kod njenog proširenja s 26 na 28 ekipa (druga momčad su bili Tampa Bay Buccaneersi). Za prvog trenera je bio postavljen Jack Patera, dotadašnji pomoćnik trenera Minnesota Vikingsa. Seahawksi su svoju prvu sezonu igrali u zapadnoj diviziji NFC konferencije i završili je samo s dvije pobjede. Iduće sezone sele u zapadnu diviziju AFC konferencije i predvođeni  quarterbackom Jimom Zornom i wide receiverom Steveom Largentom (u karijeri 7 puta izabranim u Pro Bowl) postižu malo bolji uspjeh s 5 pobjeda. Patera je izabran za trenera godine 1978. kada momčad po prvi puta završava sezonu s pobjedničkim omjerom od 9 pobjeda i 7 poraza. 
Prvo pojavljivanje Seahawksa u doigravanju bilo je 1983. kada je momčad već vodio trener Chuck Knox. Nakon drugog mjesta u diviziji, wild-card runda doigravanja im donosi susret protiv Denver Broncosa u kojima je svoju prvu sezonu odrađivao quarterback John Elway. Seahawksi pobjeđuju 31:7 i u divizijskoj rundi igraju protiv još jednog rookie quarterbacka kojem slijedi slavna karijera, Dana Marina, i njegovih Miami Dolphinsa. Seahawksi opet pobjeđuju, ovaj put 27:20 i ulaze u konferencijsko finale AFC-a. Tu ih čekaju Oakland Raidersi koji ih pobjeđuju 30:14 (Raidersi i u idućoj utakmici osvajaju Super Bowl). Predvođeni quarterbackom Daveom Kriegom, Seahawksi iduće 1984. ostvaruju 12 pobjeda u regularnom dijelu sezone, što im je dotad najbolji rezultat u povijesti. U doigravanju uzvraćaju Raidersima za poraz sezonu ranije, ali u divizijskoj rundi Dolphinsi njima uzvraćaju za poraz (Seahawksi gube 31:10). Pri vrhu su i idućih nekoliko sezona, a 1988. po prvi puta osvajaju diviziju, ali ih u divizijskoj rundi doigravanja pobjeđuju Cincinnati Bengalsi.

### Od 1991. do 2001.
Tom Flores postaje trener Seahawksa 1991. i na tom mjestu je 4 sezone, a za to vrijeme momčad bilježi možda i najgore rezultate u povijesti. Sezonu 1992. završavaju sa samo 2 pobjede, a možda jedina svijetla točka u momčadi je defensive tackle Cortez Kennedy, te sezone proglašen za najboljeg obrambenog igrača lige.
Početkom 1996. je čak postojala mogućnost preseljenja momčadi u Los Angeles, ali na kraju Seahawksi dobivaju novog vlasnika, suosnivača Microsofta Paula Allena koji zadržava momčad u Seattleu. Nova uprava dovodi novog trenera, Mikea Holmgrena, koji je dotad trenirao Green Bay Packerse. Već prvu sezonu Holmgren dovodi Seahawkse do osvajanja divizije i doigravanja. 2001. Holmgren dovodi i zamjenskog quarterbacka Packersa Matta Hasselbecka, koji uz runing backa Shauna Alexandera i offensive tacklea Waltera Jonesa tvori jezgru momčadi početkom novog tisućljeća.

### Od 2002. do danas: Ponovno u NFC-u
Seahawksi se vraćaju u NFC konferenciju 2002. godine, a 2003. i 2004. dolaze do wild-card runde doigravanja. S 13 pobjeda 2005. nadmoćno osvajaju diviziju, a Shaun Alexander postaje MVP lige. U doigravanju pobjeđuju Washington Redskinse i Carolina Pantherse i dolaze po prvi puta u povijesti do Super Bowla. Tu igraju protiv Pittsburgh Steelersa predvođenih Benom Roethlisbergerom i gube 21:10. Seahawksi osvajaju diviziju i iduće dvije sezone, ali u doigravanju svaki put dolaze samo do divizijske runde gdje ih izbacuju Chicago Bearsi (2006.) i Green Bay Packersi (2007.).
Nakon dvije loše sezone, 2010. momčad preuzima Pete Carroll, a jedan od izbora na draftu im je running back Marshawn Lynch. Iako ostvaruju samo 7 pobjeda u 16 utakmica, Seahawksi osvajaju diviziju. Tako se po prvi put u povijesti NFL-a dogodilo da momčad s negativnim omjerom osvaja diviziju. U prvoj utakmici doigravanja pobjeđuju prošlogodišnje prvake New Orleans Saintse, ali ih u idućoj utakmici iz daljnjeg natjecanja izbacuju Chicago Bearsi. Do sličnog uspjeha dolaze i dvije sezone kasnije kada predvođeni Lynchom i mladim quarterbackom Russellom Wilsonom dolaze do divizijske runde gdje ih pobjeđuju Atlanta Falconsi 30:28.

### Prvi osvojeni Super Bowl
Zasad posljednja njihova sezona, 2013., je možda i najbolja u njihovoj povijesti. Po mnogima imaju najbolju obranu lige, te osvajaju diviziju s 13 pobjeda. Pobjedama u doigravanju protiv New Orleans Saintsa i ljutih divizijskih suparnika San Francisco 49ersa dolaze do svog drugog Super Bowla u povijesti gdje ih čeka najbolji napad lige Denver Broncosa predvođenih quarterbackom Peytonom Manningom. U utakmici igranoj u New Yorku, Seahawksi pobjeđuju Broncose 43:8 i osvajaju svoj prvi naslov prvaka u povijesti.

## Učinak po sezonama od 2008.
| Sezona | Liga | Konferencija | Divizija | Regularni dio sezone | Regularni dio sezone | Regularni dio sezone | Regularni dio sezone | Uspjeh u doigravanju         |
| Sezona | Liga | Konferencija | Divizija | Poz.                 | Pob.                 | Por.                 | Ner.                 | Uspjeh u doigravanju         |
| ------ | ---- | ------------ | -------- | -------------------- | -------------------- | -------------------- | -------------------- | ---------------------------- |
| 2008.  | NFL  | NFC          | Zapad    | 3.                   | 4                    | 12                   | 0                    |                              |
| 2009.  | NFL  | NFC          | Zapad    | 3.                   | 5                    | 11                   | 0                    |                              |
| 2010.  | NFL  | NFC          | Zapad    | 1.                   | 7                    | 9                    | 0                    | poraženi u divizijskoj rundi |
| 2011.  | NFL  | NFC          | Zapad    | 3.                   | 7                    | 9                    | 0                    |                              |
| 2012.  | NFL  | NFC          | Zapad    | 2.                   | 11                   | 5                    | 0                    | poraženi u divizijskoj rundi |
| 2013.  | NFL  | NFC          | Zapad    | 1.                   | 13                   | 3                    | 0                    | osvojili Super Bowl XLVIII   |
| 2014.  | NFL  | NFC          | Zapad    | 1.                   | 12                   | 4                    | 0                    | poraženi u Super Bowlu XLIX  |
| 2015.  | NFL  | NFC          | Zapad    | 2.                   | 10                   | 6                    | 0                    | poraženi u divizijskoj rundi |
| 2016.  | NFL  | NFC          | Zapad    | 1.                   | 10                   | 5                    | 1                    | poraženi u divizijskoj rundi |
| 2017.  | NFL  | NFC          | Zapad    | 2.                   | 9                    | 7                    | 0                    |                              |
| 2018.  | NFL  | NFC          | Zapad    | 2.                   | 10                   | 6                    | 0                    | poraženi u wild-card rundi   |